# Amsterdam Baroque Orchestra
L'Amsterdam Baroque Orchestra est un orchestre néerlandais de musique baroque et de la période classique.

## Histoire
L'ensemble est fondé par Ton Koopman en 1979.
Son fonctionnement est assez original puisque l'ensemble est formé uniquement de talents individuels émérites tels que Catherine Manson, Dave Hendry, François Mérand ou encore Yo-Yo Ma qui se rejoignent environ sept fois par an auprès de Koopman pour explorer leur répertoire. L'orchestre joue sur instruments d'époque.
En 1993, Koopman crée le Chœur baroque d'Amsterdam pour accompagner l'orchestre.

## Répertoire
Le répertoire s'étend de 1600 à la mort de Mozart.
Dès leurs débuts conjoints, le chœur et l'orchestre baroque d'Amsterdam reçoivent un franc succès avec la création mondiale du Requiem et des Vêpres de Biber. L'année suivante, Koopman commence l'enregistrement de son intégrale des cantates de Bach qui s'est terminé début 2006. Mais l'ensemble ne se repose pas sur ses lauriers pour autant puisqu'il vient d'enregistrer la Passion selon Saint Marc de Bach d'après la reconstruction de la partition effectuée par Koopman.